# Тіосульфат натрію (лікарський засіб)
Тіосульфат натрію використовується для лікування отруєння ціанідами, лишаю та для зменшення побічних ефектів цисплатину. При отруєнні ціанідами його часто використовують після препарату нітрит натрію і зазвичай рекомендують лише у важких випадках. Вводять шляхом ін'єкції у вену або наносять на шкіру.
Побічні ефекти можуть включати блювоту, біль у суглобах, зміни настрою, психоз і дзвін у вухах. Побічні наслідки використання препарату вивчені недостатньо. Незрозуміло, чи безпечно використання під час вагітності для дитини. Застосування препарату одночасно в тій же внутрішньовенній лінії, що і гідроксокобаламін, не рекомендується. При отруєнні ціанідом нітрит натрію викликає метгемоглобінемію, яка видаляє ціанід з мітохондрій. Потім тіосульфат натрію зв'язується з ціанідом, утворюючи нетоксичний тіоціанат.
Тіосульфат натрію почав використовуватися в медицині при отруєнні ціанідом в 1930-х роках. Він входить до списку основних лікарських засобів Всесвітньої організації охорони здоров'я.

## Медичне використання
Основне медичне застосування тіосульфату натрію — при отруєннях ціанідом і лікування лишаю.

### Отруєння ціанідами
Тіосульфат натрію є класичним антидотом при отруєнні ціанідом. З цією метою його використовують після прийому нітриту натрію і зазвичай рекомендують лише у важких випадках. Застосовують шляхом ін'єкції у вену. У цьому випадку нітрит натрію викликає метгемоглобінемію, яка видаляє ціанід з мітохондрій. Також тіосульфат натрію служить донором сірки для перетворення ціаніду в нетоксичний тіоціанат, каталізований ферментом роданазою. Потім тіоціанат безпечно виводиться з сечею.
Існують побоювання, що тіосульфат натрію може бути не достатньо дієвим при використанні інших лікарських засобів. У випадках отруєння ціанідами, так і отруєння чадним газом рекомендується сам по собі тіосульфат натрію.

### Зменшення втрати слуху під час хіміотерапії
У вересні 2022 року Управління з контролю за продуктами й ліками США (FDA) схвалило тіосульфат натрію під торговою маркою Pedmark для зменшення ризику ототоксичності та втрати слуху у немовлят, дітей та підлітків, хворих на рак, які отримують хіміотерапевтичний препарат цисплатин.
У Європейському Союзі тіосульфат натрію (Pedmarqsi) показаний для профілактики ототоксичності, індукованої хіміотерапією цисплатином, у людей віком від 1 місяця до < 18 років з локалізованими, неметастатичними, солідними пухлинами. Найчастіші побічні ефекти включають блювання, нудоту (почуття нудоти), гіпернатріємію (високий рівень натрію в крові), гіпофосфатемію (низький рівень фосфату в крові) та гіпокаліємію (низький рівень калію в крові). Тіосульфат натрію (Pedmarqsi) був схвалений для медичного застосування в Європейському Союзі в травні 2023 року.

### Гемодіаліз
Існує невелика кількість доказів, що підтверджують використання тіосульфату натрію для протидії кальцифілаксії, кальцифікації кровоносних судин, яка може виникнути у пацієнтів на гемодіалізі з термінальною стадією захворювання нирок.
Проте було стверджено, що таке лікування може викликати важкий метаболічний ацидоз у деяких пацієнтів.
Було виявлено, що тіосульфат натрію допомагає в лікуванні рідкісного системного фіброзу, викликаного контрастними речовинами на основі гадолінію, у пацієнтів з нирковою недостатністю.
Сполуку також можна використовувати для вимірювання об'єму позаклітинної рідини організму та швидкості ниркової клубочкової фільтрації.

### Грибкові інфекції шкіри
Для профілактики стригучого лишаю застосовують ножні ванни з тіосульфату натрію. Він також використовується як місцевий протигрибковий засіб для лікування лишаю (pityriasis versicolor), можливо, у комбінації з саліциловою кислотою ; та для інших грибкових інфекцій шкіри.

## Побічні ефекти
Побічні ефекти можуть включати блювоту, біль у суглобах, зміни настрою, психоз і дзвін у вухах. Побічні наслідки використання препарату вивчені недостатньо. Незрозуміло, чи безпечно використання під час вагітності для дитини. Застосування препарату одночасно в тій же внутрішньовенній лінії, що і гідроксокобаламін, не рекомендується. При отруєнні ціанідом нітрит натрію викликає метгемоглобінемію, яка видаляє ціанід з мітохондрій. Потім тіосульфат натрію зв'язується з ціанідом, утворюючи нетоксичний тіоціанат.

## Історія
Тіосульфат натрію почав використовуватися в медицині при отруєнні ціанідом в 1930-х роках.